# Jens Nilssøn
Jens Nilssøn (ur. 1538 w Oslo, zm. wiosną 1600) – biskup Oslo w latach 1580-1600, poeta, pisarz, przedstawiciel grupy humanistów z Oslo, którzy wprowadzili renesansowy humanizm do myśli norweskiej. 
Nadzorował wprowadzenie Reformacji w swojej diecezji. Opublikował kilka książek po łacinie i po duńsku. Prowadził korespondencję z innymi humanistami z Danii i Norwegii, m.in. z Tycho Brahem. Jest najbardziej znanym Norwegiem żyjącym przed 1600 rokiem. Opisywał Norwegię z XVI wieku. Pisał poezję po łacinie. Interesował się naukami ścisłymi, szczególnie astronomią, i historią dawnej Norwegii. Dzięki niemu zachowała się Jǫfraskinn, która jest częścią Heimskringla. Jego brat Anders Nilssøn był burmistrzem Oslo.